# 學術傳播
學術傳播，根据Christine L. Borgman（Christine L. Borgman）的定义，「是所有學門領域的學者透過正式與非正式管道來使用與傳播資訊。

## 學術傳播三大要件
1. 創作者(Producers)：創作者是靈魂人物，如學者、專家、出版者、資料庫代理商、書商等。
2. 學術作品(Artifacts)：學術產品包括圖書、期刊、研究報告、博碩士論文等。
3. 學術概念(Concepts)：學術傳播的概念式各學門領域的知識與理論，包含人文學、社會科學、物理學、生物學、自然科學、醫學以及應用科技等。

## 學術傳播的特質
學術傳播功能有四類：
- 1.揭示：為了學術社群的利益，發表研究的新發現。
- 2.刺激：由構想之交換，激發思想。
- 3.回饋：學術著作被接受或批評
- 4.酬報：得到酬報的基本方式就是出版，出版首要功能得到同儕的認同及評審，其次為通知他人研究的成果

## 學術傳播的管道
學術管道又分正式與非正式管道：
- 非正式管道：一般是指學者之間人際溝通，如信函往返、會議交談、無形學院、學術社群交流。
- 正式傳播管道：多指文獻傳播，有一次文獻、二次文獻、三次文獻。
  - 一次文獻：如圖書、期刊論文、信函、研究報告。
  - 二次文獻：如索引、摘要、百科全書、評論、年鑑、指南手冊
  - 三次文獻：如書目的書目、指南的指南。

## 學術傳播系統
學者在創作過程中常須掌握前人的研究，以創造新構想，並將研究成果發表成為出版品，而形成學術傳播系統。

## 範例說明
以科學傳播為例：學者專家經過實驗與構想，撰寫研究報告，並在學術會議上發表論文，經過會議與會者討論與肯定，在投稿到相關專業期刊，經期刊編輯群及同才評鑑後，才正式在期刊出版，或將來另外集結圖書或會議論文集出版。藉由出版與行銷管道、或索引與摘要服務送到個人訂戶手上或納入圖書館館藏。這時若後來的另一位學者專家有興趣參閱參考該研究內容或作品，可能在創作研究而行程新學術傳播，於是科學創造便能源源不絕。